# 渡辺卓 (実業家)
渡辺 卓 (わたなべ たかし、1947年（昭和22年）8月11日 - ) は、日本の実業家。HBC北海道放送代表取締役会長。元同社代表取締役社長。北海道経済同友会代表幹事。

## 経歴・人物
北海道生まれ。1971年に高崎経済大学経済学部経営学科卒業 後、北海道放送に入社。1994年8月総合管理室総務部長。2000年6月取締役総務局長兼社屋建設室長。2003年6月常務取締役総務局長。2006年6月専務取締役。2009年4月代表取締役社長に昇格。2018年6月代表取締役会長に就任。2019年4月23日付で北海道経済同友会の代表幹事に就任。2020年、旭日小綬章受章。